# Władysław Freisinger
Władysław Freisinger (ur. 2 kwietnia 1867 w Lisku, zm. 18 sierpnia 1928) – tytularny pułkownik lekarz Wojska Polskiego, doktor nauk medycznych.

## Życiorys
Urodził się 2 kwietnia 1867 w Lisku. W 1885 zdał egzamin dojrzałości w C.K. Gimnazjum w Przemyślu. Ukończył studia medyczne uzyskując tytuł naukowy doktora. Był oficerem lekarzem c. i k. armii. Na stopień lekarza pułku (niem. Regimentsarzt) został awansowany ze starszeństwem z 1 maja 1899 roku. W 1914 roku był lekarzem c. i k. 90 pułku piechoty w Jarosławiu. 1 lutego 1918 roku został awansowany na stopień starszego lekarza sztabowego 2. klasy (niem. Oberstabsartzt 2. Klasse), który odpowiadał stopniowi podpułkownika. Jego oddziałem macierzystym był nadal c. i k. 90 pułk piechoty.
15 marca 1919 roku został przyjęty do Wojska Polskiego z byłej armii austriacko-węgierskiej, z zatwierdzeniem w stopniu podpułkownika lekarza i tytułem doktora. W okresie II Rzeczypospolitej był tytularnym pułkownikiem ze starszeństwem z dniem 1 czerwca 1919 roku w korpusie oficerów stanu spoczynku sanitarnych, grupa lekarzy. W latach 20. mieszkał w Lisku. W  mieście prowadził indywidualną praktykę lekarską.
W 1922 został członkiem Związku Lekarzy Małopolski i Śląska Cieszyńskiego w Krakowie. Był myśliwym. Przed 1914 mieszkając w Jarosławiu był członkiem tamtejszego koła Galicyjskiego Towarzystwa Łowieckiego. W II RP należał do Małopolskiego Towarzystwa Łowieckiego z siedzibą w Krakowie. Był członkiem Izby Lekarskiej we Lwowie, członkiem założycielem Towarzystwa Muzeum Etnograficznego w Krakowie.
Był jednym z pierwszych mieszkańców Leska posiadających w mieście samochód osobowy. Prowadząc pojazd marki Ford w drodze do Sanoka po południu 16 sierpnia 1928 uległ wypadkowi w Posadzie Liskiej, w odległości kilkuset metrów od Liska. Według doniesienia prasowego przyczyną był brak wprawy Freisingera w prowadzeniu zagranicznego auta, wyposażonego w inaczej skonstruowany mechanizm kierowniczy (pułkownik miał pomylić dźwignię hamulec z gazem), wskutek czego pojazd przy omijaniu wozu konnego gwałtownie skręcił, wpadł do rowu i dachował. Kierujący samochodem Freisinger odniósł ciężkie obrażenia klatki piersiowej wgniecionej w kierownicę, zaś ranni zostali także podróżujący z nim szofer i bratanek. Mimo starań lekarzy z Sanoka i Liska zmarł o godz. 1 w nocy 18 sierpnia. Jego pogrzeb odbył się 20 sierpnia 1928 w Lisku.

## Ordery i odznaczenia
- Krzyż Kawalerski Orderu Franciszka Józefa z dekoracją wojenną
- Brązowy Medal Zasługi Wojskowej na czerwonej wstążce
- Brązowy Medal Jubileuszowy Pamiątkowy dla Sił Zbrojnych i Żandarmerii
- Krzyż Jubileuszowy Wojskowy
- Krzyż Pamiątkowy Mobilizacji 1912–1913